# Иванюк, Илья Дмитриевич
Илья Дмитриевич Иванюк (род. 9 марта 1993, Красный, Смоленская область) — российский легкоатлет, специализирующийся в прыжках в высоту. Бронзовый призёр чемпионата мира 2019 года. Бронзовый призёр чемпионата Европы 2018 года. Двукратный чемпион России (2020, 2022). Двукратный чемпион России в помещении (2020, 2022). Мастер спорта России международного класса (2016).

## Биография
Родился 9 марта 1993 года в посёлке Красный Смоленской области. Тренируется в Смоленске под руководством Александра Станиславовича Мухина. Также в Брянске занимается у Владимира Витальевича Соколова.
С 2013 года представляет смоленский клуб ЦСКА. Чемпион Европы среди молодёжи 2015 года. Серебряный призёр чемпионатов России 2017 и 2018 года.
С 2018 года включен в состав Центра спортивной подготовки Брянской области.
В 2020 году выиграл чемпионат России в помещении и на открытом воздухе. В 2022 году повторил это достижение.
В мае 2021 года на чемпионате Смоленской области совершил прыжок на высоту 2,37 м, который официально был признан лучшим результатом сезона в мире, а затем одержал победу на этапе Бриллиантовой лиги с результатом 2,33 м.
В июне 2023 года на чемпионате и первенстве ЦФО по лёгкой атлетике в Брянске взял высоту 2,33 м, повторив лучший результат сезона в мире.

## Основные результаты

### Международные
| Год  | Соревнования                    | Место проведения       | Место | Результат |
| ---- | ------------------------------- | ---------------------- | ----- | --------- |
| 2012 | Чемпионат мира среди юниоров    | Барселона, Испания     | 4     | 2,21 м    |
| 2013 | Чемпионат Европы среди молодёжи | Тампере, Финляндия     | 6     | 2,21 м    |
| 2015 | Чемпионат Европы среди молодёжи | Таллин, Эстония        | 1     | 2,30 м    |
| 2017 | Чемпионат мира                  | Лондон, Великобритания | 6     | 2,25 м    |
| 2018 | Чемпионат Европы                | Берлин, Германия       | 3     | 2,31 м    |
| 2019 | Чемпионат Европы в помещении    | Глазго, Великобритания | 9 (q) | 2,25 м    |
| 2019 | Чемпионат мира                  | Доха, Катар            | 3     | 2,35 м    |

### Национальные
| Год  | Соревнования                 | Место проведения | Место | Результат |
| ---- | ---------------------------- | ---------------- | ----- | --------- |
| 2013 | Чемпионат России в помещении | Москва           | 5     | 2,27 м    |
| 2014 | Чемпионат России             | Казань           | 4     | 2,23 м    |
| 2015 | Чемпионат России             | Чебоксары        | 8     | 2,15 м    |
| 2016 | Чемпионат России в помещении | Москва           | 10    | 2,15 м    |
| 2016 | Чемпионат России             | Чебоксары        | 17    | 2,11 м    |
| 2017 | Чемпионат России в помещении | Москва           | 4     | 2,28 м    |
| 2017 | Чемпионат России             | Жуковский        | 2     | 2,26 м    |
| 2018 | Чемпионат России в помещении | Москва           | 3     | 2,31 м    |
| 2018 | Чемпионат России             | Казань           | 2     | 2,28 м    |
| 2019 | Чемпионат России в помещении | Москва           | 2     | 2,26 м    |
| 2019 | Чемпионат России             | Чебоксары        | 3     | 2,24 м    |
| 2020 | Чемпионат России в помещении | Москва           | 1     | 2,33 м    |
| 2020 | Чемпионат России             | Челябинск        | 1     | 2,24 м    |
| 2022 | Чемпионат России в помещении | Москва           | 1     | 2,28 м    |
| 2022 | Чемпионат России             | Чебоксары        | 1     | 2,28 м    |
| 2023 | Чемпионат России в помещении | Москва           | 2     | 2,30 м    |
| 2023 | Чемпионат России             | Челябинск        | 2     | 2,23 м    |